# Mike Mangini
Michael Mangini (né le 18 avril 1963, Newton, Massachusetts, États-Unis) est un batteur de metal. Il a fait partie de 2011 à 2023 du groupe de metal progressif Dream Theater. Auparavant, il a joué pour Annihilator, Extreme, Steve Vai, Tribe of Judah et James LaBrie.

## Biographie
Mike Mangini commença la batterie à l'âge de cinq ans et, à neuf ans, était déjà capable d'imiter les performances de Buddy Rich, à raison de six à dix heures d'entraînement par jour. Au lycée, il fut également un jeune musicien remarqué, mais laissa provisoirement la musique de côté après son diplôme afin d'étudier l'informatique à l'université de Bentley. Par des voies détournées, ces études le conduiront à travailler sur un programme analysant les rapports entre le cerveau et le corps humain ; on retrouvera les fruits de ce travail dans les méthodes d'apprentissage du rythme qu'il rédigera par la suite.
En 1987, Mangini réalise une de ses premières performances musicales de haut niveau : il joue de la batterie pour le Rick Berlin Band à Boston, où il travaille avec le bassiste Phillip Bynoe. Durant la même période, il donne des cours privés de batterie, à Boston.
En 1991, il commence à travailler avec le groupe de thrash metal Annihilator ; on le retrouvera sur plusieurs pistes de l'album Set the World on Fire (1993). Il participera à la tournée promotionnelle de cet album jusqu'en 1994, année où il rejoint le groupe Extreme dont le guitariste, Nuno Bettencourt, est un ami de longue date. Après la dissolution du groupe en 1996, il est informé par Jeff Campitelli (le batteur de Joe Satriani) que le guitariste Steve Vai auditionne des batteurs pour son groupe. Mike Mangini passe l'audition avec succès, et part pour Los Angeles.
Il ne reviendra à Boston qu'en 2000, où il devient maître de conférences au Berklee College of Music. Parallèlement, il participe à la formation de Tribe of Judah, avec d'anciens membres d'Extreme (le chanteur Gary Cherone et le bassiste Pat Badger), et travaille avec Dale Bozzio (ancien membre du groupe new wave Missing Persons). Il enregistre de nombreux disques, parmi lesquels un deuxième album avec Annihilator. Il joue également plus ponctuellement pour certains artistes comme Sal DiFusco, Bill Lonero et Chris Emerson.
En 2005, il accepte un poste d'enseignant à plein temps au Berklee College of Music.
Mangini est connu pour ses prouesses techniques, et détient 5 records du monde de vitesse à la batterie. Il a rédigé deux ouvrages sur ses techniques de batteur, intitulés Rhythm Knowledge.
Le 29 avril 2011, Dream Theater confirme que Mike Mangini est leur nouveau batteur.
En 2023 Mike Portnoy revient dans le groupe Dream Theater. Mike Mangini le prend bien et dit que ces 13 ans au sein de Dream Theater ont été une expérience incroyable.

## Discographie
- 1993 : Set the World on Fire avec Annihilator
- 1995 : Waiting for the Punchline avec Extreme
- 1996 : Fire Garden avec Steve Vai
- 1999 : The Ultra Zone avec Steve Vai
- 1999 : Keep It To Yourself avec MullMuzzler
- 2001 : Alive in an Ultra World avec Steve Vai
- 2001 : MullMuzzler 2 avec MullMuzzler
- 2004 : All for You avec Annihilator
- 2005 : Elements of Persuasion avec James LaBrie
- 2007 : Metal avec Annihilator
- 2011 : A Dramatic Turn of Events avec Dream Theater
- 2013 : Dream Theater avec Dream Theater
- 2013 : Live at Luna Park avec Dream Theater
- 2014 : Breaking the Fourth Wall avec Dream Theater
- 2016 : The Astonishing avec Dream Theater
- 2019 : Distance over Time avec Dream Theater
- 2020 : Distant Memories - Live in London avec Dream Theater
- 2021 : A View from the Top of the World avec Dream Theater

## Matériel
- Marques de matériel utilisées : Pearl (pour les fûts), Zildjian (cymbales),Vater (baguettes) et Remo (Peaux).

## Records
Records validés par l'Official World's Fastest Drummer :
| Catégorie                               | Battements par minute | Battements par seconde | Rang | Année |
| --------------------------------------- | --------------------- | ---------------------- | ---- | ----- |
| Matched Grip (prise attachée)           | 1 247                 | 20,7                   | 1    | 2005  |
| Traditional Grip (prise traditionnelle) | 1 126                 | 18,7                   | 1    | 2005  |
| Bare Hands (mains nues)                 | 1 138                 | 18,9                   | 1    | 2005  |
| Feet (pieds)                            | 13 222 (/15 minutes)  | 14,7                   | 1    | 2005  |
| Feet (pieds)                            | 4 555 (/5 minutes)    | 15,2                   | 1    | 2005  |

## Sources et références
1. ↑  (en) Phil Freeman, « Mike Mangini Talks Annihilator », Roadrunner Records,‎ 29 mai 2012 (lire en ligne)
2. ↑  (en) « Living the dream », sur boston.com, 7 octobre 2011
3. ↑  « Mike Mangini commente le retour de Mike Portnoy au sein de Dream Theater : "Je comprends..." », sur MetalZone, 1er novembre 2023 (consulté le 9 décembre 2023)

### Sources
- (en) Cet article est partiellement ou en totalité issu de l’article de Wikipédia en anglais intitulé « Mike Mangini » (voir la liste des auteurs).
- (en) Dave Baird, « Mike Mangini (Dream Theater) », sur Dutch Progressive Rock Page (consulté le 10 septembre 2012)